# Soullans
Soullans är en kommun i departementet Vendée i regionen Pays de la Loire i västra Frankrike. Kommunen ligger i kantonen Saint-Jean-de-Monts som tillhör arrondissementet Les Sables-d'Olonne. År 2022 hade Soullans 4 535 invånare.

## Befolkningsutveckling
Antalet invånare i kommunen Soullans
| Referens: INSEE |